# Ятеке, Стерлинг
Стерлинг Ятеке (фр. Sterling Yateke; род. 15 сентября 1999, Банги) — центральноафриканський футболист, играющий на позиции нападающего.

## Биография
Стерлинг Ятеке родился в столице страны Банги. Начал выступления на футбольных полях в местном клубе «Реал Комбони», в 2017 году перебрался в камерунского клуба «Янг Спорт Академи». За год Ятеке перебрался в Европу, где стал игроком финского клуба Вейккауслиги ТПС. В 2019 году центральноафриканський форвард перешел в австрийский клуб «Аустрия» из Вены. В 2020 году Стерлинг Ятеке на правах аренды перешел в хорватского клуба «Риека».